# Емілі Сілвер
Емілі Сілвер  (англ. Emily Silver, 9 жовтня 1985) — американська плавчиня, олімпійка.

## Виступи на Олімпіадах
| Олімпіада  | Дисципліна                      | Місце                 |
| ---------- | ------------------------------- | --------------------- |
| Пекін 2008 | естафета 4 × 100 вільним стилем | 2 (попередні запливи) |